# Goudkaparatinga
De goudkaparatinga (Aratinga auricapillus) is een vogel uit de familie Psittacidae (papegaaien van Afrika en de Nieuwe Wereld).

## Verspreiding en leefgebied
Deze soort is endemisch in zuidoostelijk Brazilië en telt twee ondersoorten:
- A. a. auricapillus: het oostelijke deel van Centraal-Brazilië.
- A. a. aurifrons: zuidoostelijk Brazilië.

## Status
De grootte van de populatie wordt geschat op minimaal 10.000 volwassen vogels. Op de Rode lijst van de IUCN heeft deze soort de status niet bedreigd.